# Eduardo Pereira
Eduardo Pereira Martínez, auch als Eduardo Pereyra geführt, (* 21. März 1954 in Montevideo) ist ein ehemaliger uruguayischer Fußballspieler.
Er spielte auf der Position des Torwarts und war Anfang der 1990er Jahre etatmäßige Stammkraft bei dem argentinischen Erstligisten Independiente. Sein Gewicht betrug 1990 bei einer Größe von 1,82 Metern ca. 79 kg.

## Karriere

### Verein
Seine Karriere begann 1971 der in der Jugend für Nacional Montevideo und war dort zunächst dritter Torwart hinter Héctor Santos und Manga. Von Januar bis Juni 1974 schloss Pereira sich dann der Juniorenmannschaft Peñarols an. Anschließend verließ er Uruguay, um zum Club Guaraní in Paraguay zu wechseln. Ab 1977 sammelte er Erfahrung im europäischen Ausland, als er zum spanischen Club UD Salamanca wechselte, der zu dieser Zeit in der ersten spanischen Liga spielte. Pereira blieb bis 1983 in Spanien, wo er noch für Espanyol Barcelona und Sabadell spielte. Im Jahr 1984 kehrte er nach Uruguay zurück und war dann zunächst eine Spielzeit lang für die Montevideo Wanderers aktiv. Von 1985 bis 1987 schloss er sich dort erneut Peñarol an. Dort war der damals 31-jährige zunächst als erfahrener Ersatztorhüter eingeplant. Zu jener Zeit besaß er in Uruguay keinen Namen und stellte für das Gros der Fans eine Unbekannte dar. Mit den Aurinegros gewann 1985 und 1986 jeweils die uruguayische Meisterschaft. 1987 stand er dabei auch in Reihen Peñarols beim historischen Clásico gegen Nacional am 23. April jenes Jahres im Rahmen eines Freundschaftsspielturniers, als drei Peñarol-Spieler vom Platz gestellt wurden und die Partie mit acht gegen elf zu Ende gespielt wurde. In jenem Jahr, in dem er mit den Aurinegros die Copa Libertadores 1987 gewann, wurde er auch von der El País im Rahmen der diesbezüglich seit 1986 jährlich stattfindenden Wahl in Südamerikas Team des Jahres gewählt. 1989 gewann er mit Indepediente ein weiteres Mal die Landesmeisterschaft.
Ab 1990 spielte er für Central Español und schließlich für Liverpool Montevideo, wo er 1993 seine Karriere beendete.

### Nationalmannschaft
Am 23. Juni 1987 debütierte Pereira in der uruguayischen Nationalmannschaft und absolvierte bis zum 22. Mai 1990 insgesamt zehn Länderspiele, in denen er sieben Gegentore hinnehmen musste. Mit der „Celeste“ gewann er die Copa América 1987. Bei der Fußball-Weltmeisterschaft 1990 gehörte er ebenfalls dem uruguayischen Kader an.

### Erfolge
- Copa América: 1987
- Copa Libertadores 1987
- Uruguayischer Meister: 1985, 1986, 1989

## Nach der aktiven Karriere
Im Februar 2008 wurde er auf Veranlassung des dortigen sportlichen Leiters Juan Pedro Damiani Manager Peñarols.